# Anaora tentaculata
Anaora tentaculata är en fiskart som beskrevs av Gray, 1835. Anaora tentaculata ingår i släktet Anaora och familjen sjökocksfiskar. Inga underarter finns listade i Catalogue of Life.